# ويكيبيديا الريبوارية

لقطة شاشة من الصفحة الرئيسية لموسوعة يكيبيديا الريبوارية.

ويكيبيديا الريبوارية (باللغة الريبوارية:Wikipedia Houpsigk) هي الإصدار باللغة الريبوارية من موسوعة ويكيبيديا تاريخ إطلاقها كان في 6 يوليو 2005.
وهي لغة محلية تنتمي إلى عائلة اللغات الجرمانية. محكية في ألمانيا، هولندا، بلجيكا يبلغ عدد متحدثيها حوالي ربع المليون شخص، وهي لغة محلية من اللغات المهددة بالإنقراض في العالم لغة مهددة بالانقراض.

## لمحة تاريخية
بدأت الناقشات الأولى في ويكيبيديا "Colognian" في المقام الأول، أو كل اللغات «الريبوارية» على في الطرح الثاني للفكرة، وذلك في سنة 2004 في ويكيبيديا الألمانية. وتوجد اللغات الريبوارية أساسا في منطقة كولونيا وهي منطقة في جنوب غرب شمال الراين وستفاليا في ألمانيا والمناطق المجاورة الأصغر حجما في راينلاند، بلجيكا، وهولندا. خلال النصف الأول من عام 2005، كانت الفكرة جاهزة وقامت مجموعة أولى صغيرة من المساهمين على استعداد لمحاولة إنجاز المهمة. وقام واحد منهم بتثبيت ميدياويكي على خادم بلده وجعلها متاحة تحت نطاق "wikoelsch.dergruenepunk.de"

## أرقام وإحصاءات
بيانات من 23 غشت، 2015:
| عدد التعديلات                           | 2 124 014 |
| متوسط التعديل لكل صفحة                  | ~ 3       |
| المقالات                                | 2 771     |
| مجموع الصفحات                           | 9 844     |
| عدد المسجلين                            | 12 979    |
| عدد المستخدمين النشيطين في الشهر الأخير | 27        |
| الإداريون                               | 2         |
| البوت التقني                            | 73        |

وإلى حدود إحصاءات 20 نونبر 2015، سجلت ويكيبدبا الريبوارية حسب بيانا موقع مشروع ويكيمديا حوالي 2,780 مقالة، و2,124,242 تعديلا، وهي نسبة كبيرة مقارنة مع عدد إنشاء المقالات وعدد المستخدمين المسجلين في حدود معطيات إحصاءات 20 نونبر 2015.
ومن حيث عدد المستخدمين ونشاطهم، فقد سُجّل 13,269 مستخدما مسجلا، نشط منهم 22 مستخدما في الشهر الأخير، وإداريان، وتم تحمبل 111 صورة، وتحتل المرتبة 1398 من حيث العمق.
| عدد المستخدمين المسجلين | عدد المستخدمين النشيطين | عدد المقالات | صفحات المحتوى | عدد التعديلات | عدد الصور المرفوعة | عدد الإداريين |
| ----------------------- | ----------------------- | ------------ | ------------- | ------------- | ------------------ | ------------- |
| 19,770                  | 18                      | 2,903        | 10,445        | 1,601,526     | 111                | 3             |